# Loensia conspersa
Loensia conspersa är en insektsart som först beskrevs av Banks 1903.  Loensia conspersa ingår i släktet Loensia och familjen storstövsländor. Inga underarter finns listade i Catalogue of Life.